# Borne de la Terre sacrée
Les bornes de la Terre sacrée sont un ensemble de six bornes dédiées aux morts français et alliés de la Première Guerre mondiale. Cinq sont situées en France et une États-Unis.

## Caractéristiques
Elles sont dues à l'idée et au travail du sculpteur français Gaston Deblaize (1895–1935), ancien poilu, soldat au 356e régiment où il servait comme agent de liaison. Chacune de ces bornes renferme de la terre de douze champs de bataille différents de la Grande guerre :
- Chapelle du Simple soldat en l'église Saint-Louis des Invalides, à Paris, inaugurée en 1928.
- Cimetière national d'Arlington, près de Washington. Offerte aux vétérans américains en mars 1929[2], elle contient de la terre des champs de bataille où a combattu le corps expéditionnaire américain. Détériorée, elle a été détruite en septembre 1938[3].
- Récif de Guernic sur l'île de Théviec, au large de la presqu'île de Quiberon dans le Morbihan. Construite face à l'Amérique et dédiée aux troupes américaines, elle fut inaugurée en août 1931. Des mères de soldats américains tués sur le front vinrent s'y recueillir en 1934[4]. Elle fut détruite par un tir allemand en 1942 et reconstruite en 1964.
- Village de Cinq-Mars-la-Pile en Indre-et-Loire. En l'honneur du général américain Robert H. Dunlap qui combattit en Argonne et à Soissons. Il mourut en 1931 en tentant de sauver une femme prise dans un éboulement de terrain à Cinq-Mars-la-Pile[5].
- Plage de la Terre sacrée, à Vignola, Ajaccio (Corse) dédiée aux 48 000 morts corses (tel qu'indiqué sur la borne ce qui ne correspond pas à la réalité puisque la Corse a perdu un peu plus de 10 000 soldats[6]) inaugurée en 1933[7]. Un bas relief représente la mort du soldat Alexandre, tué le 8 octobre 1918.
- Village de Meures en Haute-Marne, village où vivait Gaston Deblaize (né à La Houssière dans les Vosges, il s'était installé à Meures où il était sculpteur et céramiste)[8], inaugurée le 30 juillet 1933[9].

Bornes de la Terre Sacrée
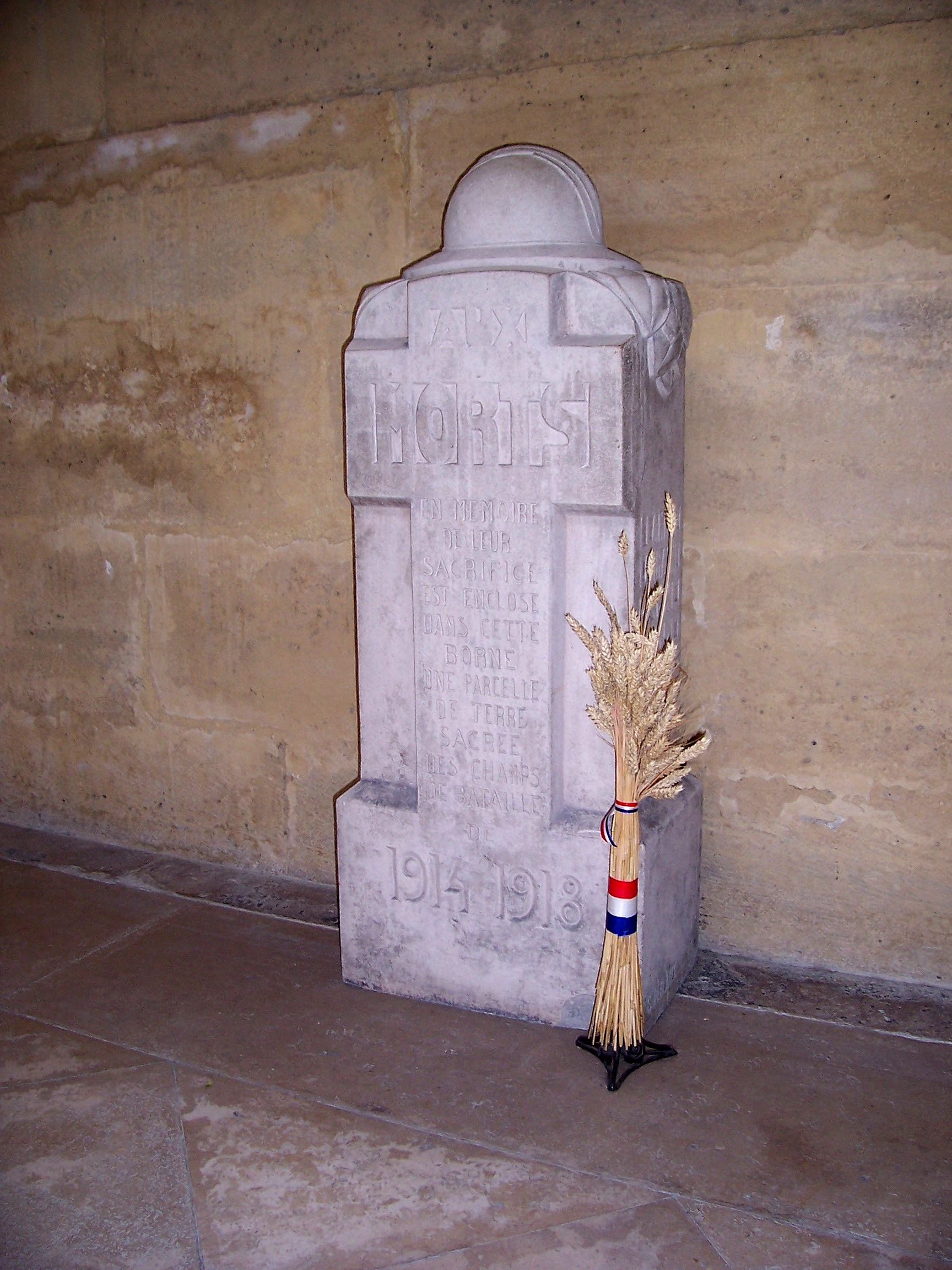
Dans l'église Saint-Louis des Invalides.
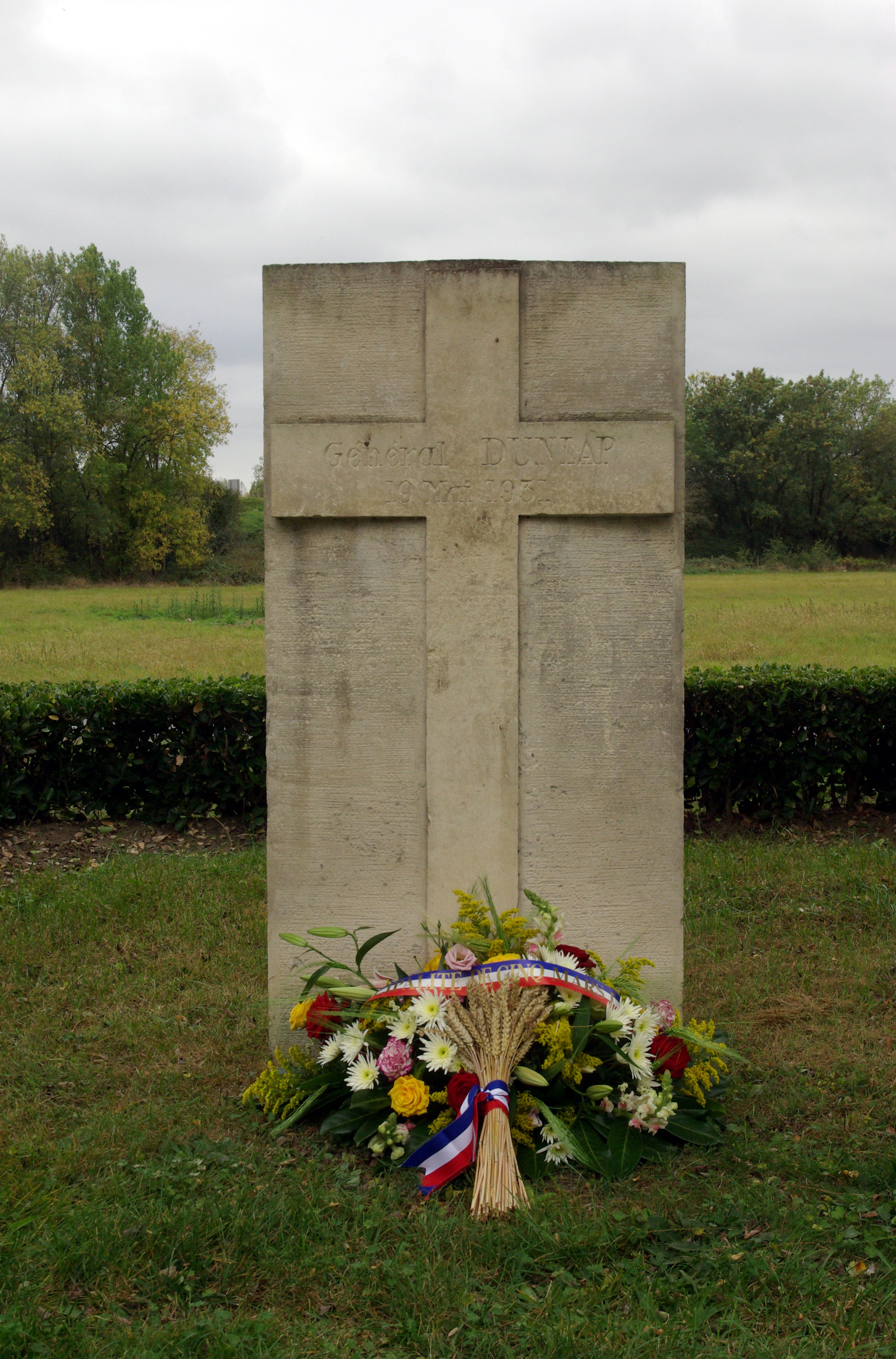
À Cinq-Mars-la-Pile (Indre-et-Loire).
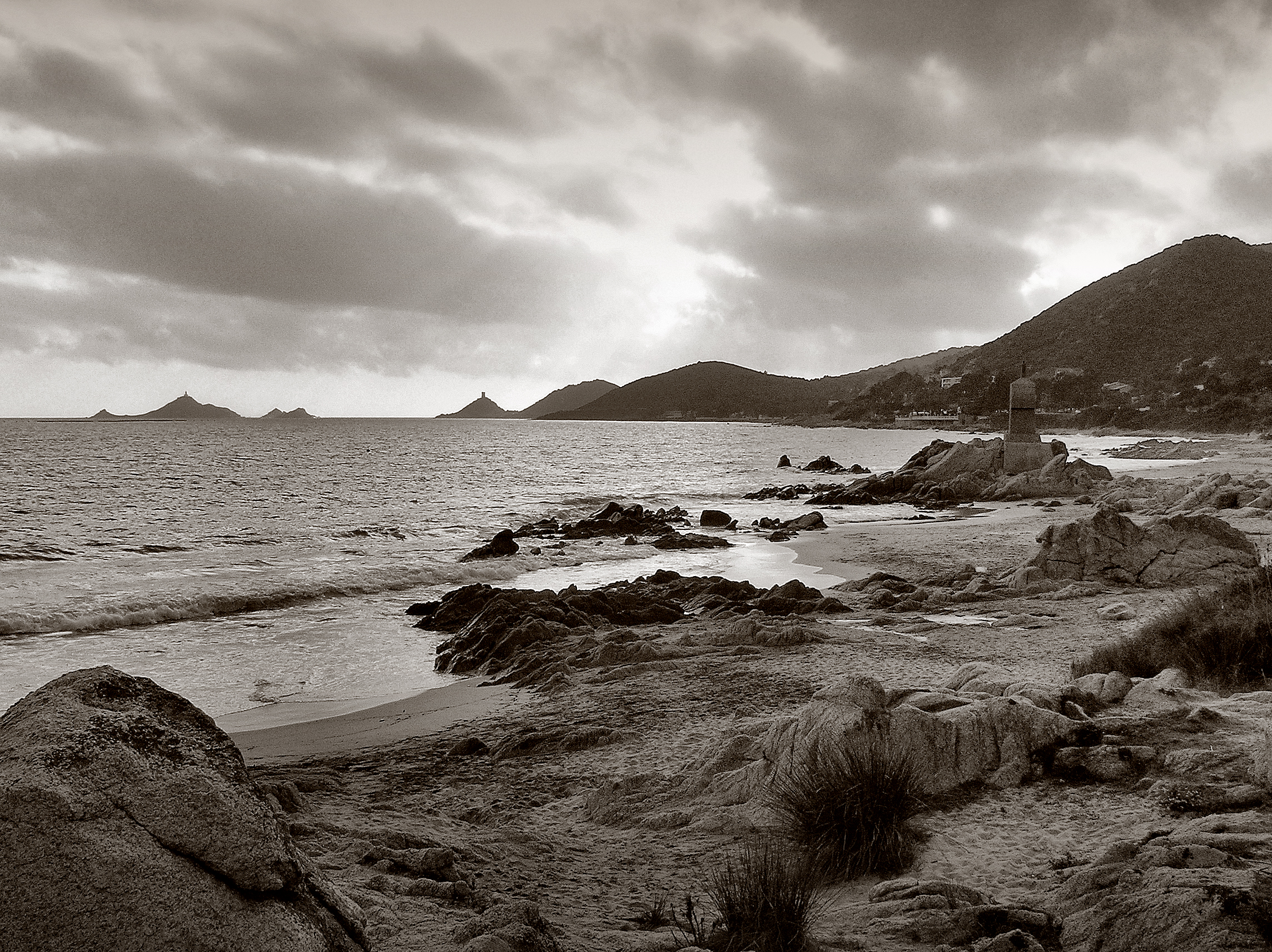
Plage de la Terre Sacrée à Ajaccio.
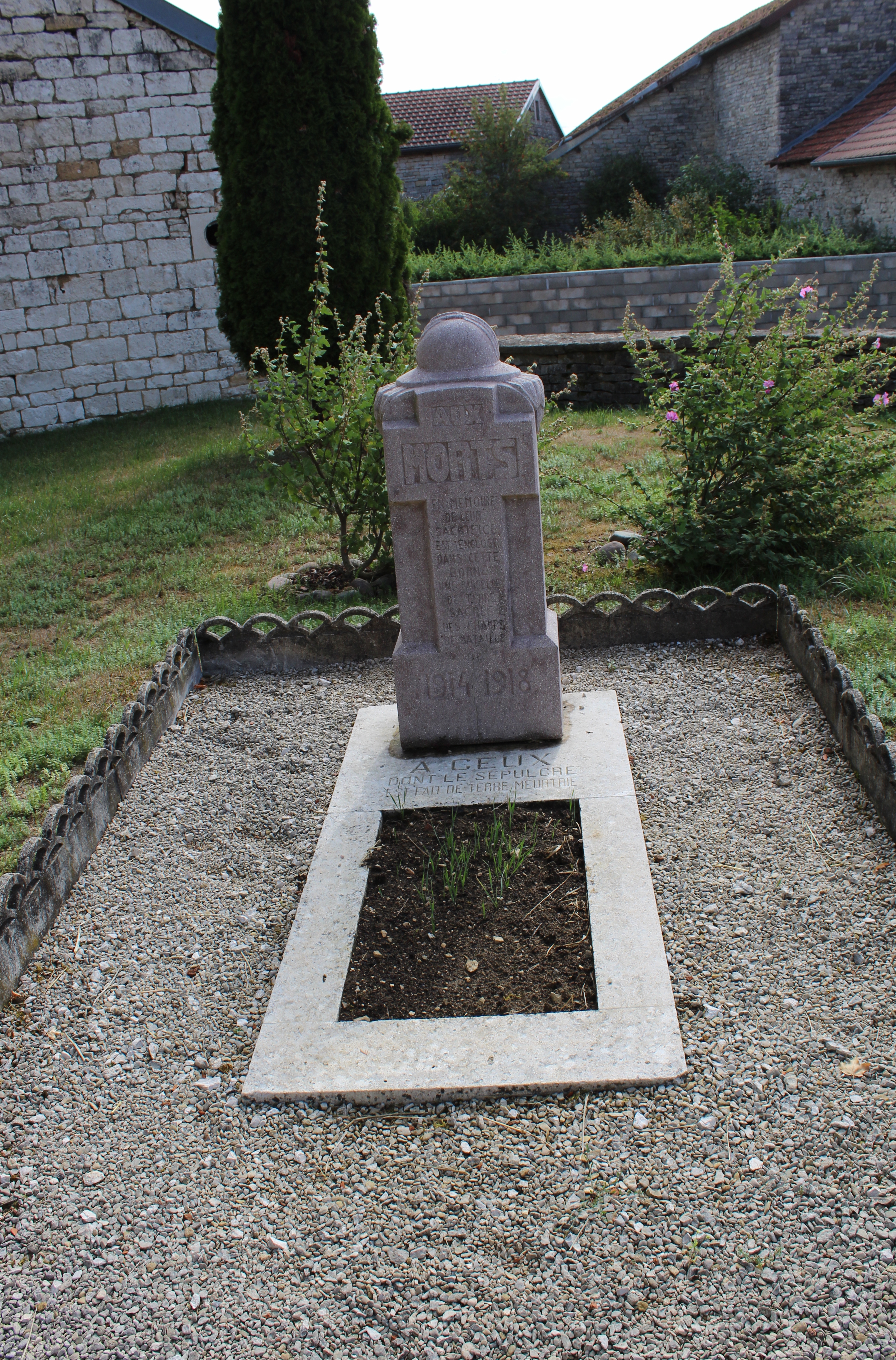
La Borne de la Terre Sacrée à Meures (Haute-Marne).
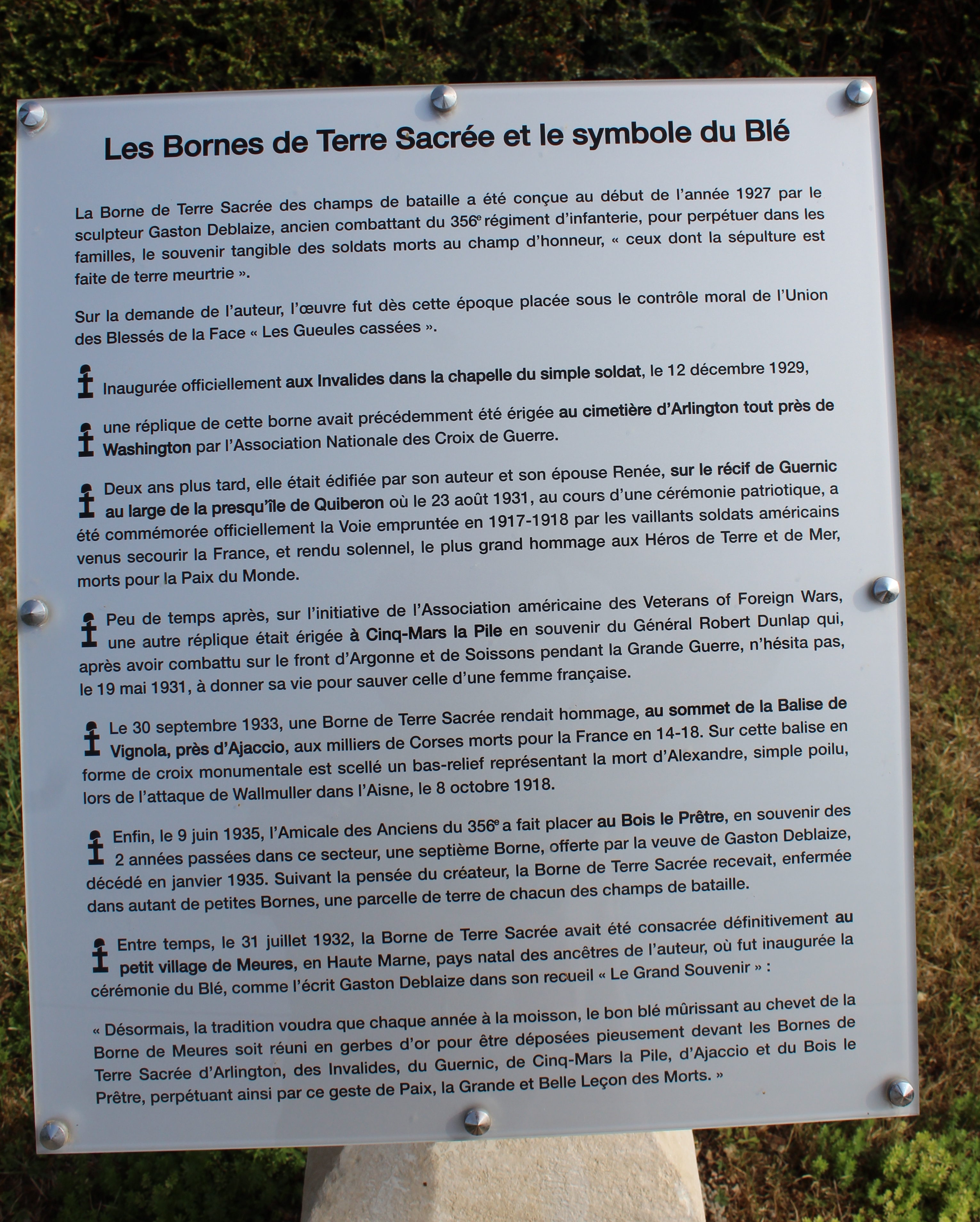
Panneau d'informations de la  Borne de la Terre Sacrée à Meures (Haute-Marne).

Renée Deblaize (✝ 1991), veuve de Gaston Deblaize, offrit à l'Amicale des anciens du 356e régiment d'infanterie dans lequel avait servi son mari une septième borne qui fut installée dans le bois le Prêtre en juillet 1935, quelques mois après la mort de Gaston Deblaize et où ce régiment avait passé deux années pendant la guerre. Elle fut vandalisée en 1974 et une nouvelle borne installée en 1976.
Une réplique de celle du récif de Guernic difficilement accessible, fut créée au Fozo sur la commune de Saint-Pierre-Quiberon en 1997. 
Un petit carré devant la borne de Meures est planté de blé dont la tradition voulait qu'il soit moissonné le premier dimanche de juillet de l'année suivante et que les gerbes recueillies soient déposées devant les cinq autres bornes de Terre sacrée.

« Désormais, la tradition voudra que chaque année à la moisson, le bon blé murissant au chevet de la Borne de Meures soit réuni en gerbes d'or, pour être déposées pieusement devant les Bornes de Terre sacrée d'Arlington, des Invalides, du Guernic, de Cinq-Mars, d'Ajaccio perpétuant ainsi par ce geste de Paix, la Grande et Belle Leçon des Morts »

— Gaston Blaize